# Фрагменти
„Фрагменти” је кратка драма из 2011. године. Режирао га је Иван Стојиљковић који је са Иваном Марковићем и Владимиром Тагићем написао и сценарио.

## Улоге
| Глумац            | Улога     |
| ----------------- | --------- |
| Ана Мандић        | Ана       |
| Јован Белобрковић | Јован     |
| Борис Лукман      | Анин брат |